# Richard Johann Schubert

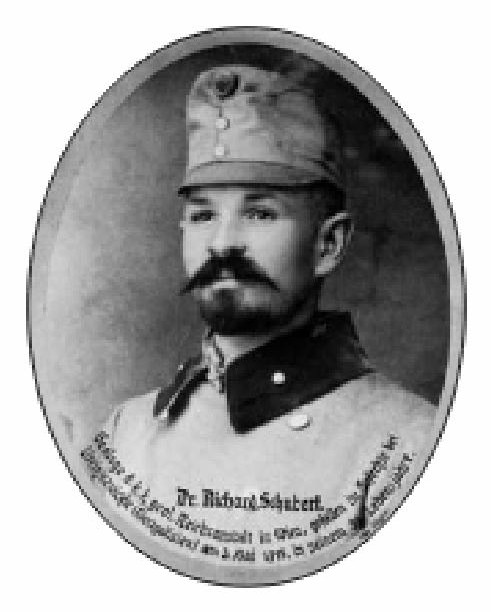
Richard Johann Schubert - österreichischer Geologe und Paläontologe

Richard Johann Josef Schubert (* 18. Dezember 1876 in Müglitz, Mähren; † 3. Mai 1915 bei Ujście, Galizien) war ein österreichischer Geologe und Paläontologe.

## Leben
Schubert war der Sohn eines Kaufmanns und besuchte die Gymnasien in Olmütz und Melk. Ab 1895 und 1899/1900 studierte er Naturwissenschaften mit Schwerpunkt Geologie an der Deutschen Universität Prag und an der Universität Tübingen (1899 unter anderem beim Paläontologen Ernst Koken). 1896/97 leistete er als Einjährig-Freiwilliger den Wehrdienst und war dann Demonstrator am geologischen Institut der Universität Prag. 1899/1900 war er Assistent an der Deutschen Technischen Hochschule in Prag bei Viktor Uhlig, bei dem er 1900 promoviert wurde, und war ab 1900 an der k.k. geologischen Reichsanstalt (damals von Guido Stache geleitet) in Wien als Volontär. 1901 wurde er Assistent und Sektionsgeologe und 1906 Adjunkt. Zunächst befasste er sich mit Dalmatien, nach seiner Heirat 1908 mit Maria Deutscher (mit der er eine Tochter hatte) mit Mähren. Im Ersten Weltkrieg wurde er als Leutnant der Infanterie eingezogen und fiel 1915 als Oberleutnant in der Schlacht von Gorlice-Tarnów.
Er galt als Spezialist für die dalmatinische Küste – worüber er geologische Führer veröffentlichte – und war ein Pionier der Mikropaläontologie (Foraminiferen) in Österreich. Er galt als führender Experte für rezente und fossile Foraminiferen und bearbeitete hier unter anderem Sammlungen aus Indonesien. Außerdem befasste er sich mit Gehörsteinen (Otolithe) von Fischen des Tertiär.
Sein Nachlass (Feldtagebücher u. a.) befindet sich im Archiv der Geologischen Bundesanstalt in Wien. Er wurde als lebhaft und offen beschrieben und hielt sich in seinen Schriften eng an Beobachtungen mit einer Abneigung gegen theoretische Spekulationen.

## Schriften
- Geologischer Führer durch Dalmatien, Gebr. Borntraeger 1909 (auch ins Serbokroatische übersetzt)
- Geologischer Führer durch die nördliche Adria, Gebr. Borntraeger 1912
- Die Fischotolithen des österr.-ung. Tertiärs, in: Jb. der k. k. geolog. Reichsanstalt, Band 51, 1902, Band 55, 1905, Band 56, 1906
- Über die Gültigkeit des biogenetischen Grundgesetzes bei den Foraminiferen, in: Centralbl. für Mineral., Geol. und Paläontol., 1912
- Die Küstenländer Österreich-Ungarns, in: G. Steinmann, O. Wilckens (Hrsg.), Handbuch der regionalen Geologie, 5/V/1 A, 1914
- Die geologischen Verhältnisse der Heilquellen Österreichs, in: K. Diem (Hrsg.), Österreichisches  Bäderbuch, 1914
- Fossile Protozoen und fossile und rezente Foraminiferen, in F. E. Schulze (Hrsg.), Nomenclator generum et subgenerum, Berlin 1915